# Кирилл (Дмитриев)
Архиепископ Кирилл (в миру Борис Михайлович Дмитриев; род. 24 ноября 1954, Сан-Франциско, США) — епископ Русской Православной Церкви Заграницей, архиепископ Сан-Францисский и Западно-Американский. С 2008 года — второй заместитель Председателя Архиерейского Синода РПЦЗ.

## Биография
Родился 24 ноября 1954 года в Сан-Франциско в семье русских эмигрантов. Свободно владел русским языком с раннего детства, любил служить алтарником и позже читал во время богослужений.
В 1972 году, в возрасте 17 лет, архиепископом Сан-Францисским и Западно-Американским Антонием (Медведевым) был поставлен во чтеца. В том же году он, окончив местную среднюю школу, уехал в Джорданвилль для поступления в Свято-Троицкую семинарию. Не окончив семинарию, он вернулся в Сан-Франциско и поступил в университет Сан-Франциско, который окончил по ускоренной программе с дипломом бакалавра богословия в 1976 году. Затем решил продолжить свое образование в Свято-Владимирской академии, где получил степень магистра богословия в 1979 году.
В 1981 году он был пострижен в монашество в Иерусалиме и рукоположён в сан иеродиакона митрополитом Филаретом (Вознесенским), а через месяц, архиепископом Антонием (Медведевым), — в священники. В том же году был назначен в Русскую Духовную Миссию в Иерусалиме, где занялся преподаванием русского и английского языков в Вифанской школе.
В 1982 году по состоянию здоровья был переведён в Сан-Францисскую и Западно-Американскую епархию. С 1987 года — директор Кирилло-Мефодиевской Русской Гимназии при Кафедральном Соборе Пресвятой Богородицы «Всех скорбящих Радости»; тогда же возведен в сан игумена. В 1988 году награждён палицей.
6 июня 1992 года в Радосте-Скорбященском кафедральном соборе в Сан-Франциско наречён в сан епископа Сеатлийского, викария Западно-Американской епархии. Чин наречения совершили митрополит Восточно-Американский и Нью-Йоркский Виталий (Устинов), архиепископы Западно-Американский и Сан-Францисский Антоний (Медведев) и Сиракузский и Троицкий Лавр (Шкурла), епископ Манхэттенский Иларион (Капрал).
7 июня 1992 года в Радосте-Скорбященском кафедральном соборе в Сан-Франциско хиротонисан в сан епископа Сеатлийского, викария Западно-Американской и Сан-Францисской епархии.
17 октября 2000 году, в связи с кончиной архиепископа Антония, определён правящим архиереем Западно-Американской и Сан-Францисской епархии.
В ноябре 2003 года участвовал в первой официальной делегации Русской Зарубежной Церкви, посетившей Россию для встреч с Патриархом Московским и всея Руси Алексием II.
На проходившем в Нью Йорке с 13 по 17 декабря того же года Архиерейском Соборе Русской Православной Церкви заграницей по предложению митрополита Лавра был возведён в сан архиепископа.
В мае 2004 году участвовал в поездке Первоиерарха РПЦЗ Митрополита Лавра в Россию.
19 мая 2006 года решением Архиерейского Собора Русской Православной Церкви Заграницей в связи с уходом на покой епископа Амвросия (Кантакузена) назначен членом Комиссии по переговорам с Московским Патриархатом.
13 мая 2008 года на Архиерейском Соборе РПЦЗ избран вторым Заместителем Председателя Архиерейского Синода РПЦЗ. 14 мая 2008 года назначен Секретарём Архиерейского Синода РПЦЗ.
9 декабря 2011 года решением Архиерейского Синода РПЦЗ назначен управляющим приходами Русской Зарубежной церкви в Мексике.
В марте 2018 года по состоянию здоровья было временно разрешено удалиться на покой, при этом формально он не был уволен на покой и его имя продолжало поминаться в Западной-Американской епархии перед именем фактически управляющего данной епархией епископа Феодосия (Иващенко). 12 апреля 2018 года возглавил пасхальное богослужение в Радосте-Скорбященском кафедральном соборе г. Сан-Франциско, что ознаменовало его возвращение к служению в храме и управлению епархией.

## Награды
- Палица (1988 год)
- Право ношения бриллиантового креста на клобуке (14 мая 2008 года)[7].
- Орден святителя Иннокентия, митрополита Московского и Коломенского 2-й степени (24 ноября 2009, «во внимание к усердным трудам и в связи с 55-летием со дня рождения»[11])
- орден святой Анны 2-й степени («Российский Императорский дом», 4 апреля 2010 года)[12]
- орден преподобного Сергия Радонежского II степени (30 августа 2012, «во внимание к усердным трудам на благо Церкви и в связи с 200-летием Форта Росс»[13])
- памятная панагия (24 ноября 2014, «Во внимание к усердному архипастырскому служению и в связи с 60-летием со дня рождения»[14])
- Орден преподобного Серафима Саровского III степени (7 июня 2017 года, в связи с 25-летием архиерейской хиротонии)[15]
- Орден преподобного Серафима Саровского II степени (7 июня 2022 года, в связи с 30-летием архиерейской хиротонии)[16]